# Ligne d'Østfold (Østre linje)

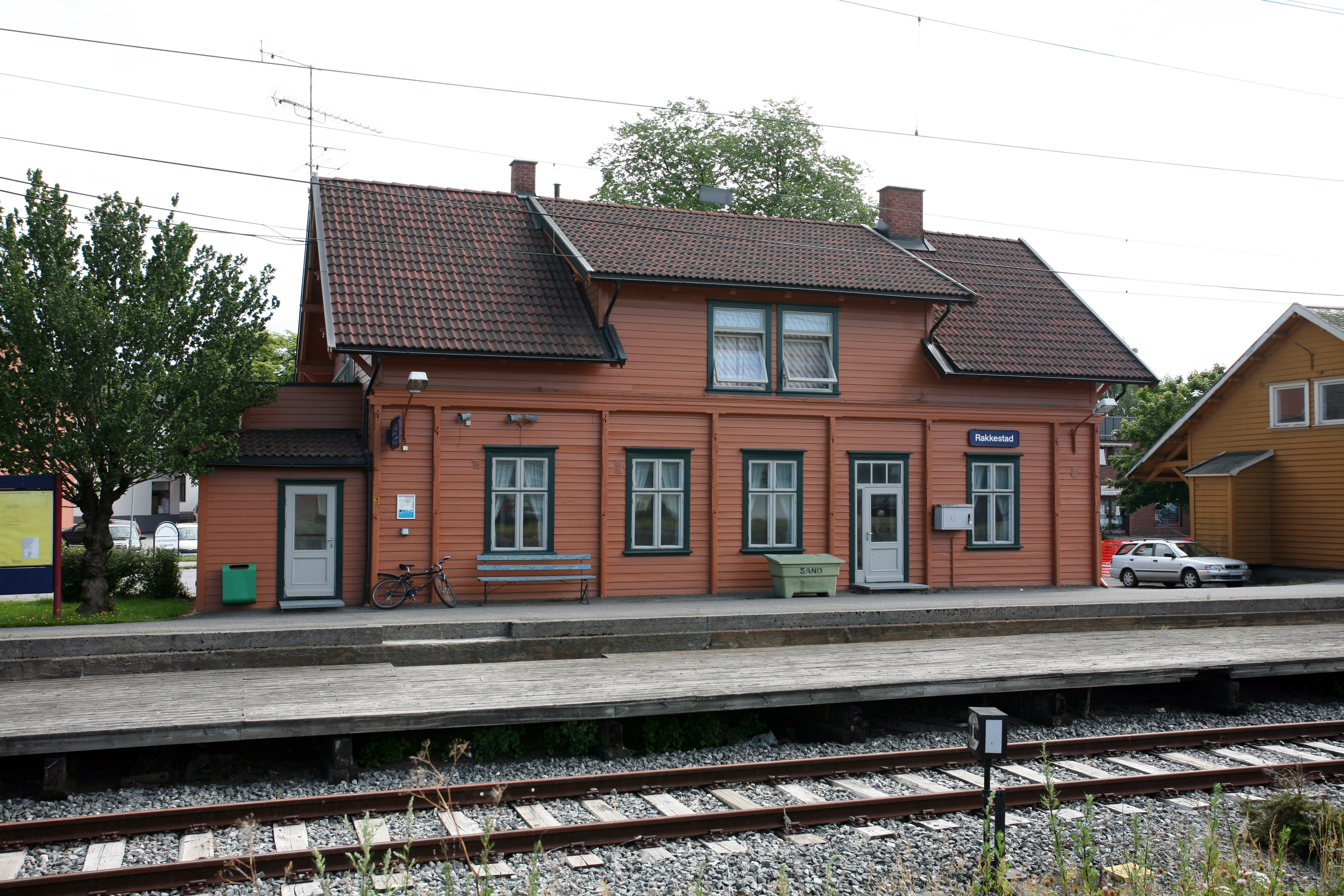
La gare de Rakkesad.

L'Østre Linje est une ligne ferroviaire norvégienne de 78.9 km, reliant les gares de Ski et de Sarpsborg.

## Description
L'Østre linje est une partie de la Ligne d'Østfold. Cette dernière relie Oslo à Halden à la frontière suédoise. Mais à Ski, la ligne se sépare : une ligne est tracée vers l'ouest, (c'est la vestre linje), tandis que l'Østre linje est tracée plus à l'est : plus courte, elle s'enfonce dans les terres afin de rejoindre Sarpsborg. Ces deux lignes se rejoignent à Sarpsborg.

## Histoire
Décision fut prise de construire la ligne en 1873, mais l'Østre linje fut la seconde mise en service en 1882 car considérée encore aujourd'hui comme la moins importante des deux. La ligne fut électrifiée en 1958 soit près de 20 ans après celle de l'ouest.
La ligne a été choisie par la Jernbaneverket afin d'expérimenter le nouveau Système européen de contrôle des trains (ou ETCS).

## Desserte
Seule la ligne 22 de la NSB dessert l'Østre linje. Il n'y a donc qu'un trafic local. De plus, la ligne 22 qui part de Skøyen, ne rejoint pas Sarpsborg via la ligne de l'est. Le train s'arrête à Mysen poussant aux heures de grande affluence jusqu'à Rakkestad.
La ligne qui mesure 78.9 km n'est pas utilisée dans sa globalité pour le trafic des voyageurs. Cela fut le cas jusqu'en 2002 mais tous les arrêts (haltes et gare) ont alors été fermés quand ils n'étaient pas déjà tombés en désuétude.
La ligne peut donc se découper ainsi :
- 40.46km utilisés très régulièrement (desservis par la ligne 22).
- 13.85km seulement desservis aux heures de grande affluence.
- 24.59km utilisés uniquement pour le fret.

## Tableau récapitulatif des gares (en service ou fermées) de l'Østre Linje
On entend par halte ferroviaire inusitée une halte ferroviaire qui n'est plus desservie (et qui est peut-être même détruite), mais qui - officiellement - n'est pas fermée.
| Gare          | Mise en service / fermeture | km (gare d'Oslo | Commune   | Note                                                                              |  |
| ------------- | --------------------------- | --------------- | --------- | --------------------------------------------------------------------------------- |  |
| Ski           | 1879                        | 24.31           | Ski       |                                                                                   |  |
| Drømtorp      | 1932 / 2012                 | 25.84           | Ski       | halte ferroviaire                                                                 |  |
| Vang          | 1932                        | 29.03           | Ski       | halte ferroviaire inusitée                                                        |  |
| Kråkstad      | 1882                        | 30.09           | Ski       |                                                                                   |  |
| Langli        | 1882 / 2012                 | 31.99           | Ski       | halte ferroviaire                                                                 |  |
| Skotbu        | 1908                        | 32.09           | Ski       | halte ferroviaire                                                                 |  |
| Solberg       | ?                           | 36.01           | Hobøl     | halte ferroviaire                                                                 |  |
| Tomter        | 1882                        | 37.20           | Hobøl     |                                                                                   |  |
| Elverød       | 1932                        | 40.17           | Hobøl     | halte ferroviaire inusitée                                                        |  |
| Knapstad      | 1912                        | 41.79           | Hobøl     | halte ferroviaire                                                                 |  |
| Spydeberg     | 1882                        | 44.63           | Spydeberg |                                                                                   |  |
| Langnes       | 1932 / 2012                 | 49.61           | Askim     | halte ferroviaire                                                                 |  |
| Askim         | 1882                        | 53.41           | Askim     |                                                                                   |  |
| Næringsparken | 1994 / 2012                 | 55.33           | Askim     | halte ferroviaire                                                                 |  |
| Slitu         | 1882                        | 59.33           | Eidsberg  |                                                                                   |  |
| Mysen         | 1882                        | 64.77           | Eidsberg  |                                                                                   |  |
| Folkenborg    | 1936                        | 65.13           | Eidsberg  | halte ferroviaire inusitée                                                        |  |
| Hotvedt       | 1932                        | 66.06           | Eidsberg  | halte ferroviaire inusitée                                                        |  |
| Eidsberg      | 1882                        | 68.63           | Eidsberg  |                                                                                   |  |
| Gutu          | 1928                        | 70.74           | Eidsberg  | halte ferroviaire inusitée                                                        |  |
| Heia          | 1882                        | 73.45           | Rakkestad | halte ferroviaire                                                                 |  |
| Kåen          | 1928 / 2002                 | 75.64           | Rakkestad | halte ferroviaire                                                                 |  |
| Rakkestad     | 1882                        | 78.62           | Rakkestad |                                                                                   |  |
| Hverven       | 1932                        | 83.27           | Rakkestad | halte ferroviaire inusitée                                                        |  |
| Gautestad     | 1882 / 2002                 | 84.86           | Rakkestad |                                                                                   |  |
| Rudskau       | 1928 / 2002                 | 86.96           | Rakkestad | halte ferroviaire                                                                 |  |
| Mikkelshytta  | 1928                        | 88.82           | Rakkestad | halte ferroviaire inusitée                                                        |  |
| Vestvoll      | 1960                        | 95.39           | Sarpsborg | halte ferroviaire inusitée                                                        |  |
| Ise           | 1882                        | 96.69           | Sarpsborg |                                                                                   |  |
| Hafslund      | 1926 / 2002                 | 111.96          | Sarpsborg | halte ferroviaire commune avec la Vestre linje qui se rejoignent un peu plus tôt. |  |